# Drew Ginn
Drew Cameron Ginn (født 20. november 1974 i Leongatha) er en australsk tidligere roer og cykelrytter, tredobbelt olympisk guldvinder og femdobbelt verdensmester i roning.

## Roning
Ginn begyndte sin karriere i otteren, hvor han var med til VM i 1995, men uden større succes.
Bedre blev det, da han kom med i den australske firer uden styrmand som erstatning for Andrew Cooper. Båden havde vundet guld ved OL 1992 og var derfor blandt favoritterne ved OL 1996. Australien med James Tomkins, Nick Green og Mike McKay og Ginn vandt planmæssigt deres indledende heat, men i en meget tæt semifinale måtte de nøjes med en tredjeplads, som dog var nok til kvalifikation til finalen. Her lykkedes det australierne at vinde med næsten et halvt sekund ned til franskmændene på andenpladsen fulgt af Storbritannien på tredjepladsen.
Det næste år var Ginn tilbage i otteren, hvis bedste resultat var en bronzemedalje ved VM i 1997. Herefter skiftede han til toer uden styrmand, hvor han sammen med Mike McKay vandt sølv ved VM 1998. Året efter blev han sat sammen med James Tomkins, og sammen vandt de VM i toer uden styrmand 1999. Det var også meningen, at de to skulle ro til OL 2000 i Sydney, men Ginn døjede med en rygskade på det tidspunkt, så han måtte se på, mens Tomkins sammen med Matthew Long roede sig til bronzemedaljer.
Efter en pause på to år på grund af skaden vendte Ginn tilbage i toeren hos Tomkins, men ved VM i 2002 måtte de nøjes med en fjerdeplads. Til gengæld vandt de guld året efter. Ved OL 2004 i Athen var Ginn og Tomkins derfor favoritter, og de levede op til værdigheden ved at vinde både det indledende heat, semifinalen og finalen. I finalen kom de i mål næsten to sekunder foran de kroatiske brødre Siniša og Nikša Skelin, der fik sølv, fulgt af sydafrikanerne Donnie Cech og Ramon di Clemente.
Ginn fortsatte i toeren uden styrmand efter OL, men nu med Duncan Free, og disse to vandt VM i 2006 og 2007. Endnu engang var den australske båd derfor blandt favoritterne ved OL 2008 i Beijing. Ginn og Free vandt da også både deres indledende heat og semifinaleheatet. I finalen var de over to sekunder hurtigere end canadierne David Calder og Scott Frandsen, der igen var over fire sekunder foran newzealænderne Nathan Twaddle og George Bridgewater. Dermed vandt Ginn sin tredje olympiske guldmedalje i lige så mange forsøg.
Hans sidste OL blev i 2012 i London, hvor han var tilbage i fireren uden styrmand sammen med William Lockwood, James Chapman og Josh Dunkley-Smith. Australierne vandt deres indledende heat og blev nummer to i semifinalen, slået med næsten et sekund af den britiske båd. Dette gentog sig i finalen, hvor briterne vandt guld, mens Australien fik sølv med et forspring på over to sekunder til USA på tredjepladsen. Efter OL 2012 indstillede Ginn sin aktive rokarriere.

## Landevejscykling
Efter OL i 2008 kastede Ginn sig over landevejscykling, hvor han hurtigt fik succes, særligt i enkeltstart. Således vandt han Oceaniensmesterskabet i enkeltstart 2009, men han nedtonede sin præstation, idet han noterede sig, at de to bedste på samme strækning blandt U/23-rytterne havde bedre tider end han. Ved de australske mesterskaber i januar 2010 blev han nummer seks i enkeltstarten.

## Hædersbevisninger
Ginn modtog Order of Australia-medaljen i 1997 og Australian Sports Medal i 2000. Sammen med James Tomkins blev han udnævnt til årets mandlige roer hos FISA i 2003, og det blev han også i 2007, denne gang sammen med Duncan Free. I 2014 fik han Thomas Keller-medaljen, og i 2018 blev han optaget i Sport Australia Hall of Fame.

## Resultater

### OL-medaljer
- 1996:  Guld i firer uden styrmand
- 2004:  Guld i toer uden styrmand
- 2008:  Guld i toer uden styrmand
- 2012:  Sølv i firer uden styrmand

### VM-medaljer
- VM i roning 1998:  Guld i firer med styrmand
- VM i roning 1999:  Guld i toer uden styrmand
- VM i roning 2003:  Guld i toer uden styrmand
- VM i roning 2006:  Guld i toer uden styrmand
- VM i roning 2007:  Guld i toer uden styrmand
- VM i roning 1998:  Sølv i toer uden styrmand
- VM i roning 1997:  Bronze i otter
- VM i roning 2011:  Bronze i firer uden styrmand